# Хильдебольд Кёльнский
Хильдебольд Аарон (лат. Hildebaldus Aaron; умер 3 сентября 818, Кёльн) — деятель Римско-католической церкви, епископ Кёльнский (787—795), первый архиепископ Кёльнский (795—818).

## Биография
В 787 году Хильдебольд, согласно желанию Карла Великого, возводится в сан епископа Кёльнского. В 791 году Хильдебольд становится главой придворной капеллы. Был одним из наиболее влиятельных советников Карла. По настоянию последнего римский папа Адриан I в 794 году освобождает Хильдебольда от его постоянных обязанностей в Кёльне с тем, что священник может постоянно находиться при резиденции Карла Великого. При капелле Карла находились многие ученики Алкуина, а также учёные-придворные, носившие библейские имена. Так, второе имя Хильдебольда «Аарон» было связано с его званием высшего церковного служителя и епископским саном. Современники и соратники его — Алкуин, Энгельберт и Теодульф Орлеанский неоднократно упоминают его в своих сочинениях. Придворная капелла Карла во главе со своим верховным священником во Франкском государстве рассматривалась как центр религиозного, христианского правления в стране и потому имела огромное влияние на духовную, церковную и политическую жизнь. В частности, здесь были заложены основы развития письменности на христианском Западе (так называемый каролингский минускул).
Согласно пожеланиям Карла Великого, в 794/795 году папа Адриан I повышает статус церковного диоцеза Кёльн от епископского до архиепископского. Хильдебольд таким образом становится первым архиепископом Кёльнским. Кёльну теперь подчинялись также епископства Бременское, Утрехтское, Льежское, Минденское, Мюнстерское и Оснабрюкское. Архиепископ начинает строительные работы по расширению Кёльнского собора, впоследствии этот собор назывался жителями города «собором Хильдебольда» («Hildebold-Dom»).
Хильдебольд становится одним из наиболее приближённых к Карлу Великому лиц. В 799 году он руководит прибытием папы римского Льва III в резиденцию Карла в Падерборне. В 801 году он становится настоятелем монастыря святых Кассия и Флоренция в Бонне, в 802 — монастыря Мондзее. В Кёльне архиепископ организует школу при соборе, создаёт соборную библиотеку. Из сохранившихся в Кёльне 12 рукописей, входивших в библиотеку Хильдебольда, можно определить, что это тексты отцов церкви, комментарии к Библии, сочинения по церковному праву, а также по природоведению, исчислению времени и астрономии.
30 марта 805 года Хильдебольд благословляет в Кёльне миссионера фризов и саксов Людгера и возводит его в сан епископа Мюнстерского. В 811 году он первым подписывает завещание Карла Великого, в нём Кёльнское архиепископство утверждается первейшим в стране франков. В 813 году Хильдебольд, совместно с архиепископом Майнцским Рихульфом проводит церковный синод в аббатстве святого Альбана в Майнце. В том же году он проводит помазание наследника Карла Великого, Людовика Благочестивого, в короли Франкского государства. В 814 году Хильдебольд соборует умирающего императора Карла в Аахене.
После смерти своего друга-императора архиепископ сохраняет своё место и влияние. В 815 году он сопровождает прибытие папы римского Стефана V в Реймс, где состоялась церемония коронации Людовика Благочестивого императорской короной.

## Легенды
В народной традиции Кёльна существует сага о начале дружбы Хильдебольда и Карла Великого: «Однажды, перед выбором достойного на место епископа Кёльна, король Карл охотился в лесу. Сопровождавшая его свита отстала, и король внезапно выехал к небольшой капелле. Уставший, Карл привязал коня у входа в зашёл внутрь. Король устроился в задней части церквушки, чтобы немного отдохнуть. Внезапно здание стало наполняться народом, и сельской священник Хильдебольд провёл службу. Молитва молодого каноника настолько понравилась королу, что он после службы пожелал пожертвовать золотую монету. Хильдебольд короля не узнал, и пожалев бедного, но столь великодушного охотника, золото у него не взял, а попросил лишь часть шкуры косули — если такую Карл сможет когда-нибудь подстрелить. Этим куском кожи священник надеялся переплести свою старую, потрёпанную Библию. Карл Великий, удивлённый и впечатлённый скромностью молодого клирика, с этого дня взял его под свою опеку, которая затем и переросла в тесную дружбу. А так как народ и церковники при выборах епископа Кёльнского не могли прийти к единому решению, Карл утвердил Хильдебольда как своего кандидата.»
Историки и писатели Кастелланус и Эгидий Гелениус сообщают о Хильдебольде как о причисленном к числу святых католической церкви. Вплоть до 1638 года надгробная плита архиепископа носила надпись «святой».